# Caliroe

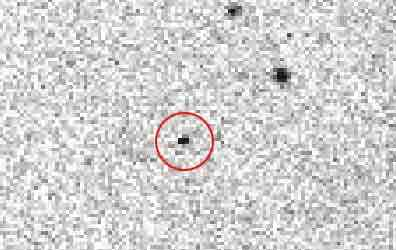
Imagem da descoberta de Caliroe.

Caliroe (do grego Καλλιρρόη), ou Júpiter XVII é um dos mais distantes satélites naturais de Júpiter. Foi descoberto pelo projeto Spacewatch em 6 de Outubro de 1999, e foi inicialmente designado como asteróide (1999 UX18). Descobriu-se que orbitava Júpiter em 18 de Julho de 2000, descoberta de Tim Spahr e então recebeu a denominação S/1999 J 1.
Callirrhoe tem aproximadamente 8,6 Km de diâmetro, e orbita Júpiter a uma média de 24,356 milhões de quilômetros em 776.543 dias, a uma inclinação de 141° em relação à eclíptica (140° em relação ao equador de Júpiter), num movimento retrógrado irregular e com uma excentricidade orbital de 0,264.
Foi nomeado em Outubro de 2002 em homenagem a Callirhoe, filha do deus do rio Achelous, e enteada de Zeus (Júpiter), mãe das Graças, segundo alguns autores.
O satélite foi fotografado pela sonda New Horizons em 10 de Janeiro de 2007, como um exercício de navegação.
Pertence ao grupo Pasife, cujas luas irregulares e retrógradas orbitam Júpiter a distânicas que variam entre 22.8 e 24.1 Gm, com inclinações variando de 144.5° e 158.3°